# سن آلبان، ان
سن آلبان، ان (به فرانسوی: Saint-Alban) یک کمون در فرانسه است که در Canton of Poncin واقع شده‌است.

## خصوصیات
سن آلبان ۸٫۰۸ کیلومترمربع مساحت و ۱۷۴ نفر جمعیت دارد و ۵۲۰ متر بالاتر از سطح دریا واقع شده‌است.